# کوئن-سور-سی
کوئن-سور-سی (به فرانسوی: Coin-sur-Seille) یک کمون در فرانسه است که در Canton of Verny واقع شده‌است.

## خصوصیات
کوئن-سور-سی ۳٫۳۱ کیلومترمربع مساحت و ۲۷۸ نفر جمعیت دارد و ۱۹۱ متر بالاتر از سطح دریا واقع شده‌است.